# Nina Wallet Intalou
Nina Wallet Intalou (nascida em Kidal, 1963) é uma jurista, empresária, política maliana e uma das principais líderes do movimento de independência tuaregue. 
Formada em direito público, ativista política desde 1984, criou uma empresa em Abidjan (Costa do Marfim) em 1989 que obteve o monopólio da limpeza de cabines telefónicas. No Mali, foi eleita prefeita de Kidal em 1997, mas a pressão dos islamistas forçou-a a renunciar ao seu cargo. No exílio na Mauritânia, participou da insurreição armada em 2012 e  tornou-se a primeira mulher a fazer parte do comité executivo do Movimento Nacional de Libertação do Azauade. Em outubro de 2015, após a assinatura do acordo de paz de Argel, foi nomeada vice-presidente da Comissão da Verdade, Justiça e Reconciliação. 
Em 7 de julho de 2016, na sequência de uma remodelação ministerial, Nina Wallet Intalou foi nomeada Ministra do Artesanato e do Turismo  do Mali, cargo que ocupou até 27 de julho de 2020.